# Казанковская волость
Казанковская волость — административно-территориальная единица Елисаветградского уезда Херсонской губернии и Криворожского уезда Екатеринославской губернии.

## История
26 февраля 1919 года вошла в состав новообразованного Криворожского уезда.
Ликвидирована 7 марта 1923 года.

## Характеристика
По состоянию на 1886 год состояла из 9 поселений, 8 сельских общин. Население 6530 человек (3327 мужского пола и 3203 женского), 1118 дворовых хозяйств.
|                        | Площадь, десятин | В том числе пахотной, дес. |
| ---------------------- | ---------------- | -------------------------- |
| Сельских общин         | 23 446           | 14 598                     |
| Частной собственности  | 9083             | 2989                       |
| Казенной собственности | 7500             | 1600                       |
| Другой собственности   | 298              | 135                        |
| Всего                  | 40 327           | 19 322                     |

Самые большие поселения волости:
- Казанка — бывшее государственное село при реке Висунь в 56 верстах от уездного города, 4881 человек, 881 двор, 2 православные церкви, еврейский молитвенный дом, школа, земская станция, 13 лавок, трактир, винный склад, 2 постоялых двора, 5 ярмарок: 25 марта, 1 мая, 14 сентября, рынки по воскресеньям. За 5 вёрст — молитвенный дом, за 7 вёрст — одноимённая железнодорожная станция.